# South Mountain (Texas)
South Mountain es un pueblo ubicado en el condado de Coryell en el estado estadounidense de Texas. En el Censo de 2010 tenía una población de 384 habitantes y una densidad poblacional de 91,92 personas por km².

## Geografía
South Mountain se encuentra ubicado en las coordenadas 31°26′23″N 97°40′45″O / 31.43972, -97.67917. Según la Oficina del Censo de los Estados Unidos, South Mountain tiene una superficie total de 4.18 km², de la cual 4.18 km² corresponden a tierra firme y (0%) 0 km² es agua.

## Demografía
Según el censo de 2010, había 384 personas residiendo en South Mountain. La densidad de población era de 91,92 hab./km². De los 384 habitantes, South Mountain estaba compuesto por el 92.45% blancos, el 0.52% eran afroamericanos, el 0% eran amerindios, el 0.52% eran asiáticos, el 0% eran isleños del Pacífico, el 4.95% eran de otras razas y el 1.56% pertenecían a dos o más razas. Del total de la población el 9.64% eran hispanos o latinos de cualquier raza.